# Középhullám

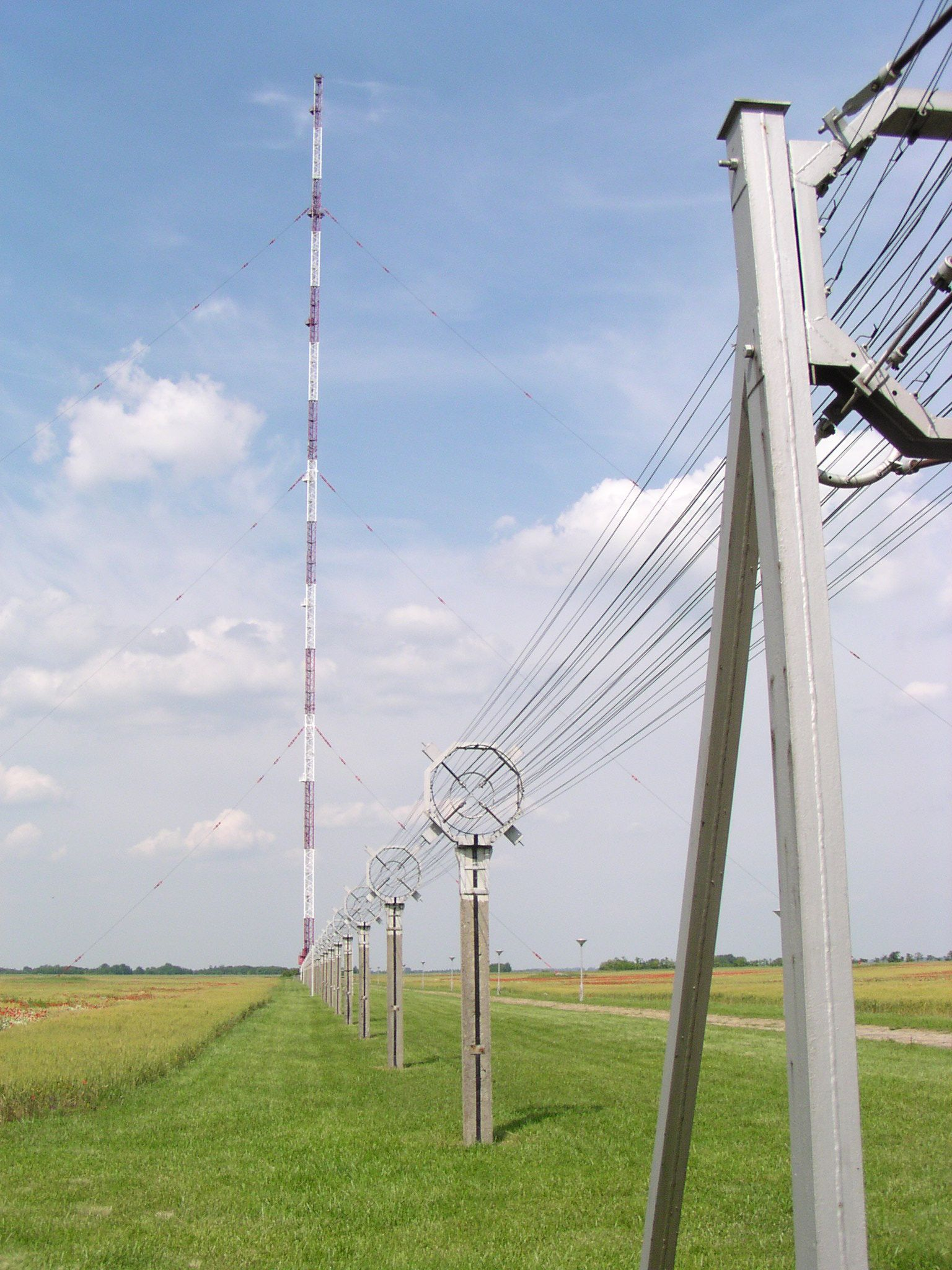
A solti rádióadó a Kossuth Rádió középhullámú sugárzásáért felelős 540 kHz-en

A középhullám a 300–3000 kHz közötti rezgéssel rendelkező elektromágneses hullám. Alacsony rezgésük miatt akár 3000 km-re is eljuthatnak (pl. Oroszországból jelentettek már Kossuth Rádió vételt). Középhullámot régebbi elektroncsöves és tranzisztoros rádiókkal is lehet fogni.
A hosszúhullámhoz hasonlóan terjedésük hideg, tiszta éjszakákon a legjobb, mivel éjjel nem áll fenn a rádióadást elnyelő réteg az ionoszférában. A nagyobb teljesítményű, tengerparti adók akár több ezer km-ről, az óceán másik oldaláról is hallgathatók éjjel.
Középhullámon a leggyakoribb modulációs eljárás az amplitúdómoduláció.

## Felhasználása

### 430 és 500 kHz között
Kétoldalú morzekódú összeköttetésre használatos a tengeren lévő hajók és a parti állomások között. A parti állomásoknak 3 betűből álló hívójelük van, a hajóké 4 betűs. A hívójelek nemzetközi kiosztásúak. Az ebben a sávban hallható állomások száma rohamosan csökken, ahogy a hajózási kommunikáció áttevődik a műholdas- és a rövidhullámú összeköttetés irányába. 1999 után már nem követelik meg a nemzetközi vizeken közlekedő hajókon szolgáló rádiósoktól a morzekód ismeretét. A legtöbb középfrekvenciás fokozatú rádióvevő középfrekvenciája is ebben a tartományban található (455 v. 465 kHz).

### 500 kHz
Nemzetközi hajózási vészhívó frekvencia volt 1999-ig, amelyet morzekóddal használtak. 1999 februárja óta a hajók és a parti állomások beszüntették a frekvencia állandó figyelését, addig kötelező volt.

### 500 és 540 kHz között
Sok, különböző irányadó és állomás használja. Egy érdekes frekvencia az 518 kHz, amit a hajózási biztonság és navigáció céljára tartanak fenn (FSK-üzemmódban). A rendszer NAVTEX néven ismert. Időjárás-jelentést, valamint eltűnt és késedelmes hajókról szóló közleményeket közvetít.
Az 530 kHz frekvenciát USA és Kanada út- és közlekedési információk továbbítására használja, az adók kis teljesítménnyel sugároznak.

### Középhullámú műsorszóró sáv

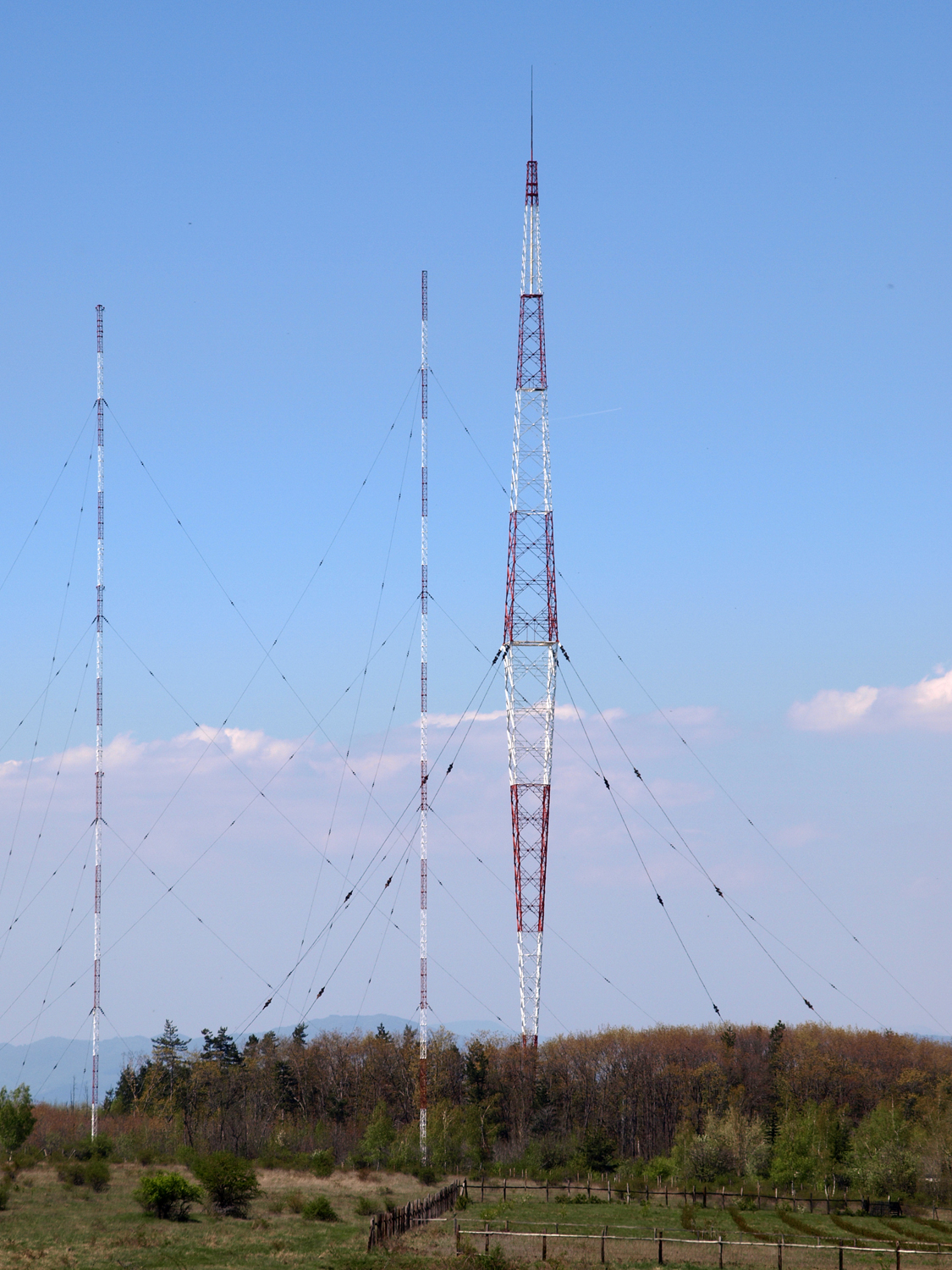
Középhullámú adóantennák

Az AM középhullámú sávot 9 kHz lépésközzel osztották fel műsorszórás céljára 531 kHz-től 1611 kHz-ig. A mérőszámok a kilenccel maradék nélkül osztható számok. A moduláció jellegéből adódóan a legmagasabb átvihető hangfrekvencia 4500 Hz.
Magyarország ezek közül az 540 kHz-et (Solt), a 873 kHz-et (Lakihegy, Pécs), 1116 kHz-et (Mosonmagyaróvár, Miskolc), 1188 kHz-et (Marcali, Szolnok), 1251 kHz-et (Szombathely, Nyíregyháza) és az 1350 kHz-et (Győr) használja. A frekvenciákat nemzetközi egyezmény alapján osztják ki; az adóberendezések áthangolhatóak, ezért a megadott frekvenciák nem feltétlenül kötődnek az adott településhez.
Azok az adók, amelyek közel negyedhullámú (vagy inkább interfading) adótoronnyal rendelkeznek, azok a maximális teljesítményt a tervezési frekvenciájukon képesek nyújtani. Az antenna rövidítő és hosszabbító kiegészítések szükségesek a frekvenciaváltoztatáshoz, s az adók emiatt a tervezési teljesítményüknek csak kis részére képesek.

### Amatőr rádiózás
A középhullámon amatőr rádiózás céljára 2 frekvenciatartomány van kijelölve: 
- 630m-es rádióamatőr sáv
- 160m-es rádióamatőr sáv

## Felosztása
| ITU-1                                                                                 | ITU-2 | ITU-3 | Magyarország                                                                          |
| ------------------------------------------------------------------------------------- | --- | --- | ------------------------------------------------------------------------------------- |
| 315–325 kHz 1. LÉGI RÁDIÓNAVIGÁCIÓ 2. Tengeri rádiónavigáció (rádió-irányadók)        | 315–325 kHz 1. TENGERI RÁDIÓNAVIGÁCIÓ (rádió-irányadók) 2. Légi rádiónavigáció                               | 315–325 kHz 1. LÉGI RÁDIÓNAVIGÁCIÓ 2. TENGERI RÁDIÓNAVIGÁCIÓ (rádió-irányadók)                               | 315–325 kHz 1. LÉGI RÁDIÓNAVIGÁCIÓ 2. Tengeri rádiónavigáció (rádió-irányadók)        |
| 325–405 kHz 1. LÉGI RÁDIÓNAVIGÁCIÓ                                                    | 325–335 kHz 1. LÉGI RÁDIÓNAVIGÁCIÓ 2. Légi mozgó 3. Tengeri rádiónavigáció (rádió-irányadók)                 | 325–405 kHz 1. LÉGI RÁDIÓNAVIGÁCIÓ 2. Légi mozgó                                                             | 325–405 kHz 1. LÉGI RÁDIÓNAVIGÁCIÓ                                                    |
| 325–405 kHz 1. LÉGI RÁDIÓNAVIGÁCIÓ                                                    | 335–405 kHz 1. LÉGI RÁDIÓNAVIGÁCIÓ 2. Légi mozgó                                                             | 325–405 kHz 1. LÉGI RÁDIÓNAVIGÁCIÓ 2. Légi mozgó                                                             | 325–405 kHz 1. LÉGI RÁDIÓNAVIGÁCIÓ                                                    |
| 405–415 kHz 1. RÁDIÓNAVIGÁCIÓ                                                         | 405–415 kHz 1. RÁDIÓNAVIGÁCIÓ 2. Légi mozgó                                                                  | 405–415 kHz 1. RÁDIÓNAVIGÁCIÓ 2. Légi mozgó                                                                  | 405–415 kHz 1. RÁDIÓNAVIGÁCIÓ                                                         |
| 415–435 kHz 1. TENGERI MOZGÓ 2. LÉGI RÁDIÓNAVIGÁCIÓ                                   | 415–472 kHz 1. TENGERI MOZGÓ 2. Légi rádiónavigáció                                                          | 415–472 kHz 1. TENGERI MOZGÓ 2. Légi rádiónavigáció                                                          | 415–435 kHz 1. TENGERI MOZGÓ 2. LÉGI RÁDIÓNAVIGÁCIÓ                                   |
| 435–472 kHz 1. TENGERI MOZGÓ 2. Légi rádiónavigáció                                   | 415–472 kHz 1. TENGERI MOZGÓ 2. Légi rádiónavigáció                                                          | 415–472 kHz 1. TENGERI MOZGÓ 2. Légi rádiónavigáció                                                          | 435–472 kHz 1. TENGERI MOZGÓ 2. Légi rádiónavigáció                                   |
| 472–479 kHz 1. TENGERI MOZGÓ 2. Amatőr 3. Légi rádiónavigáció                         | 472–479 kHz 1. TENGERI MOZGÓ 2. Amatőr 3. Légi rádiónavigáció                                                | 472–479 kHz 1. TENGERI MOZGÓ 2. Amatőr 3. Légi rádiónavigáció                                                | 472–479 kHz 1. TENGERI MOZGÓ 2. Amatőr 3. Légi rádiónavigáció                         |
| 479–495 kHz 1. TENGERI MOZGÓ 2. Légi rádiónavigáció                                   | 479–495 kHz 1. TENGERI MOZGÓ 2. Légi rádiónavigáció                                                          | 479–495 kHz 1. TENGERI MOZGÓ 2. Légi rádiónavigáció                                                          | 479–495 kHz 1. TENGERI MOZGÓ 2. Légi rádiónavigáció                                   |
| 495–505 kHz 1. TENGERI MOZGÓ                                                          | 495–505 kHz 1. TENGERI MOZGÓ                                                                                 | 495–505 kHz 1. TENGERI MOZGÓ                                                                                 | 495–505 kHz TENGERI MOZGÓ                                                             |
| 505–526,5 kHz 1. TENGERI MOZGÓ 2. LÉGI RÁDIÓNAVIGÁCIÓ                                 | 505–510 kHz 1. TENGERI MOZGÓ                                                                                 | 505–526,5 kHz 1. TENGERI MOZGÓ 2. LÉGI RÁDIÓNAVIGÁCIÓ 3. Légi mozgó 4. Földi mozgó                           | 505–526,5 kHz 1. TENGERI MOZGÓ 2. LÉGI RÁDIÓNAVIGÁCIÓ                                 |
| 505–526,5 kHz 1. TENGERI MOZGÓ 2. LÉGI RÁDIÓNAVIGÁCIÓ                                 | 510–525 kHz 1. TENGERI MOZGÓ 2. LÉGI RÁDIÓNAVIGÁCIÓ                                                          | 505–526,5 kHz 1. TENGERI MOZGÓ 2. LÉGI RÁDIÓNAVIGÁCIÓ 3. Légi mozgó 4. Földi mozgó                           | 505–526,5 kHz 1. TENGERI MOZGÓ 2. LÉGI RÁDIÓNAVIGÁCIÓ                                 |
| 526,5–1606,5 kHz 1. MŰSORSZÓRÁS                                                       | 525–535 kHz 1. MŰSORSZÓRÁS 2. LÉGI RÁDIÓNAVIGÁCIÓ                                                            | 526,5–535 kHz 1. MŰSORSZÓRÁS 2. Mozgó                                                                        | 526,5–1606,5 kHz 1. MŰSORSZÓRÁS                                                       |
| 526,5–1606,5 kHz 1. MŰSORSZÓRÁS                                                       | 535–1605 kHz 1. MŰSORSZÓRÁS                                                                                  | 526,5–535 kHz 1. MŰSORSZÓRÁS 2. Mozgó                                                                        | 526,5–1606,5 kHz 1. MŰSORSZÓRÁS                                                       |
| 526,5–1606,5 kHz 1. MŰSORSZÓRÁS                                                       | 535–1606,5 kHz 1. MŰSORSZÓRÁS                                                                                | | 526,5–1606,5 kHz 1. MŰSORSZÓRÁS                                                       |
| 526,5–1606,5 kHz 1. MŰSORSZÓRÁS                                                       | 1605–1625 kHz 1. MŰSORSZÓRÁS                                                                                 | | 526,5–1606,5 kHz 1. MŰSORSZÓRÁS                                                       |
| 1606,5–1625 kHz 1. ÁLLANDÓHELYŰ 2. TENGERI MOZGÓ 3. FÖLDI MOZGÓ                       | 1606,5–1800 kHz 1. ÁLLANDÓHELYŰ 2. MOZGÓ 3. RÁDIÓLOKÁCIÓ 4. RÁDIÓNAVIGÁCIÓ                                   | 1606,5–1625 kHz 1. ÁLLANDÓHELYŰ 2. TENGERI MOZGÓ 3. FÖLDI MOZGÓ                                              |                                                                                       |
| 1625–1635 kHz 1. RÁDIÓLOKÁCIÓ                                                         | 1606,5–1800 kHz 1. ÁLLANDÓHELYŰ 2. MOZGÓ 3. RÁDIÓLOKÁCIÓ 4. RÁDIÓNAVIGÁCIÓ                                   | 1625–1705 kHz 1. ÁLLANDÓHELYŰ 2. MOZGÓ 3. MŰSORSZÓRÁS 4. Rádiólokáció                                        | 1625–1635 kHz 1. ÁLLANDÓHELYŰ 2. FÖLDI MOZGÓ 3. RÁDIÓLOKÁCIÓ                          |
| 1635–1800 kHz 1. ÁLLANDÓHELYŰ 2. TENGERI MOZGÓ 5.90 3. FÖLDI MOZGÓ                    | 1606,5–1800 kHz 1. ÁLLANDÓHELYŰ 2. MOZGÓ 3. RÁDIÓLOKÁCIÓ 4. RÁDIÓNAVIGÁCIÓ                                   | 1625–1705 kHz 1. ÁLLANDÓHELYŰ 2. MOZGÓ 3. MŰSORSZÓRÁS 4. Rádiólokáció                                        | 1635–1800 kHz 1. ÁLLANDÓHELYŰ 2. TENGERI MOZGÓ 3. FÖLDI MOZGÓ                         |
| 1635–1800 kHz 1. ÁLLANDÓHELYŰ 2. TENGERI MOZGÓ 5.90 3. FÖLDI MOZGÓ                    | 1606,5–1800 kHz 1. ÁLLANDÓHELYŰ 2. MOZGÓ 3. RÁDIÓLOKÁCIÓ 4. RÁDIÓNAVIGÁCIÓ                                   | 1705–1800 kHz 1. ÁLLANDÓHELYŰ 2. MOZGÓ 3. RÁDIÓLOKÁCIÓ 4. LÉGI RÁDIÓNAVIGÁCIÓ                                | 1635–1800 kHz 1. ÁLLANDÓHELYŰ 2. TENGERI MOZGÓ 3. FÖLDI MOZGÓ                         |
| 1800–1810 kHz 1. RÁDIÓLOKÁCIÓ                                                         | 1800–1850 kHz 1. AMATŐR                                                                                      | 1800–2000 kHz 1. AMATŐR 2. ÁLLANDÓHELYŰ 3. MOZGÓ, a légi mozgó kivételével 4. RÁDIÓNAVIGÁCIÓ 5. Rádiólokáció | 1800–1810 kHz 1. ÁLLANDÓHELYŰ 2. FÖLDI MOZGÓ 3. RÁDIÓLOKÁCIÓ                          |
| 1810–1850 kHz AMATŐR                                                                  | 1810–1850 kHz AMATŐR                                                                                         | 1810–1850 kHz AMATŐR                                                                                         | 1810–1850 kHz AMATŐR                                                                  |
| 1850–2000 kHz 1. ÁLLANDÓHELYŰ 2. MOZGÓ, a légi mozgó kivételével 3. AMATŐR            | 1850–2000 kHz 1. AMATŐR 2. ÁLLANDÓHELYŰ 3. MOZGÓ, a légi mozgó kivételével 4. RÁDIÓLOKÁCIÓ 5. RÁDIÓNAVIGÁCIÓ | 1850–2000 kHz 1. AMATŐR 2. ÁLLANDÓHELYŰ 3. MOZGÓ, a légi mozgó kivételével 4. RÁDIÓLOKÁCIÓ 5. RÁDIÓNAVIGÁCIÓ | 1850–2000 kHz 1. ÁLLANDÓHELYŰ 2. MOZGÓ, a légi mozgó kivételével 3. AMATŐR            |
| 2000–2025 kHz 1. ÁLLANDÓHELYŰ 2. MOZGÓ, az (R) légi mozgó kivételével                 | 2000–2065 kHz 1. ÁLLANDÓHELYŰ 2. MOZGÓ                                                                       | 2000–2065 kHz 1. ÁLLANDÓHELYŰ 2. MOZGÓ                                                                       | 2000–2025 kHz 1. ÁLLANDÓHELYŰ 2. MOZGÓ, az (R) légi mozgó kivételével                 |
| 2025–2045 kHz 1. ÁLLANDÓHELYŰ 2. MOZGÓ, az (R) légi mozgó kivételével 3. Meteorológia | 2000–2065 kHz 1. ÁLLANDÓHELYŰ 2. MOZGÓ                                                                       | 2000–2065 kHz 1. ÁLLANDÓHELYŰ 2. MOZGÓ                                                                       | 2025–2045 kHz 1. ÁLLANDÓHELYŰ 2. MOZGÓ, az (R) légi mozgó kivételével 3. Meteorológia |
| 2045–2160 kHz 1. ÁLLANDÓHELYŰ 2. TENGERI MOZGÓ 3. FÖLDI MOZGÓ                         | 2000–2065 kHz 1. ÁLLANDÓHELYŰ 2. MOZGÓ                                                                       | 2000–2065 kHz 1. ÁLLANDÓHELYŰ 2. MOZGÓ                                                                       | 2045–2160 kHz 1. ÁLLANDÓHELYŰ 2. TENGERI MOZGÓ 3. FÖLDI MOZGÓ                         |
| 2045–2160 kHz 1. ÁLLANDÓHELYŰ 2. TENGERI MOZGÓ 3. FÖLDI MOZGÓ                         | 2065–2107 kHz TENGERI MOZGÓ 5.105                                                                            | | 2045–2160 kHz 1. ÁLLANDÓHELYŰ 2. TENGERI MOZGÓ 3. FÖLDI MOZGÓ                         |
| 2045–2160 kHz 1. ÁLLANDÓHELYŰ 2. TENGERI MOZGÓ 3. FÖLDI MOZGÓ                         | 2107–2170 kHz 1. ÁLLANDÓHELYŰ 2. MOZGÓ                                                                       | | 2045–2160 kHz 1. ÁLLANDÓHELYŰ 2. TENGERI MOZGÓ 3. FÖLDI MOZGÓ                         |
| 2160–2170 kHz 1. RÁDIÓLOKÁCIÓ                                                         | 2160–2170 kHz 1. RÁDIÓLOKÁCIÓ                                                                                | 2160–2170 kHz 1. RÁDIÓLOKÁCIÓ                                                                                | 2160–2170 kHz 1. ÁLLANDÓHELYŰ 2. FÖLDI MOZGÓ 3. RÁDIÓLOKÁCIÓ                          |
| 2170–2173,5 kHz 1. TENGERI MOZGÓ                                                      | 2170–2173,5 kHz 1. TENGERI MOZGÓ                                                                             | 2170–2173,5 kHz 1. TENGERI MOZGÓ                                                                             | 2170–2173,5 kHz 1. TENGERI MOZGÓ                                                      |
| 2173,5–2190,5 kHz 1. MOZGÓ (vészjelzés és hívás)                                      | 2173,5–2190,5 kHz 1. MOZGÓ (vészjelzés és hívás)                                                             | 2173,5–2190,5 kHz 1. MOZGÓ (vészjelzés és hívás)                                                             | 2173,5–2190,5 kHz 1. MOZGÓ (vészjelzés és hívás)                                      |
| 2190,5–2194 kHz 1. TENGERI MOZGÓ                                                      | 2190,5–2194 kHz 1. TENGERI MOZGÓ                                                                             | 2190,5–2194 kHz 1. TENGERI MOZGÓ                                                                             | 2190,5–2194 kHz 1. TENGERI MOZGÓ                                                      |
| 2194–2300 kHz 1. ÁLLANDÓHELYŰ 2. MOZGÓ, az (R) légi mozgó kivételével                 | 2194–2300 kHz 1. ÁLLANDÓHELYŰ 2. MOZGÓ                                                                       | 2194–2300 kHz 1. ÁLLANDÓHELYŰ 2. MOZGÓ                                                                       | 2194–2300 kHz 1. ÁLLANDÓHELYŰ 2. MOZGÓ, az (R) légi mozgó kivételével                 |
| 2300–2498 kHz 1. ÁLLANDÓHELYŰ 2. MOZGÓ, az (R) légi mozgó kivételével 3. MŰSORSZÓRÁS  | 2300–2495 kHz 1. ÁLLANDÓHELYŰ 2. MOZGÓ 3. MŰSORSZÓRÁS                                                        | 2300–2495 kHz 1. ÁLLANDÓHELYŰ 2. MOZGÓ 3. MŰSORSZÓRÁS                                                        | 2300–2498 kHz 1. ÁLLANDÓHELYŰ 2. MOZGÓ, az (R) légi mozgó kivételével                 |
| 2300–2498 kHz 1. ÁLLANDÓHELYŰ 2. MOZGÓ, az (R) légi mozgó kivételével 3. MŰSORSZÓRÁS  | 2495–2501 kHz 1. HITELES FREKVENCIA ÉS ÓRAJEL                                                                | 2495–2501 kHz 1. HITELES FREKVENCIA ÉS ÓRAJEL                                                                | 2498–2501 kHz 1. HITELES FREKVENCIA ÉS ÓRAJEL                                         |
| 2498–2501 kHz 1. HITELES FREKVENCIA ÉS ÓRAJEL                                         | 2495–2501 kHz 1. HITELES FREKVENCIA ÉS ÓRAJEL                                                                | 2495–2501 kHz 1. HITELES FREKVENCIA ÉS ÓRAJEL                                                                | 2498–2501 kHz 1. HITELES FREKVENCIA ÉS ÓRAJEL                                         |
| 2501–2502 kHz 1. HITELES FREKVENCIA ÉS ÓRAJEL 2. Űrkutatás                            | 2501–2502 kHz 1. HITELES FREKVENCIA ÉS ÓRAJEL 2. Űrkutatás                                                   | 2501–2502 kHz 1. HITELES FREKVENCIA ÉS ÓRAJEL 2. Űrkutatás                                                   | 2501–2502 kHz 1. HITELES FREKVENCIA ÉS ÓRAJEL 2. Űrkutatás                            |
| 2502–2625 kHz 1. ÁLLANDÓHELYŰ 2. MOZGÓ, az (R) légi mozgó kivételével                 | 2502–2505 kHz 1. HITELES FREKVENCIA ÉS ÓRAJEL                                                                | 2502–2505 kHz 1. HITELES FREKVENCIA ÉS ÓRAJEL                                                                | 2502–2625 kHz 1. ÁLLANDÓHELYŰ 2. MOZGÓ, az (R) légi mozgó kivételével                 |
| 2502–2625 kHz 1. ÁLLANDÓHELYŰ 2. MOZGÓ, az (R) légi mozgó kivételével                 | 2505–2850 kHz 1. ÁLLANDÓHELYŰ 2. MOZGÓ                                                                       | | 2502–2625 kHz 1. ÁLLANDÓHELYŰ 2. MOZGÓ, az (R) légi mozgó kivételével                 |
| 2625–2650 kHz 1. TENGERI MOZGÓ 2. TENGERI RÁDIÓNAVIGÁCIÓ                              | 2625–2650 kHz 1. TENGERI MOZGÓ 2. TENGERI RÁDIÓNAVIGÁCIÓ                                                     | |                                                                                       |
| 2650–2850 kHz 1. ÁLLANDÓHELYŰ 2. MOZGÓ, az (R) légi mozgó kivételével                 | 2650–2850 kHz 1. ÁLLANDÓHELYŰ 2. MOZGÓ, az (R) légi mozgó kivételével                                        | |                                                                                       |
| 2850–3025 kHz 1. (R) LÉGI MOZGÓ                                                       | 2850–3025 kHz 1. (R) LÉGI MOZGÓ                                                                              | 2850–3025 kHz 1. (R) LÉGI MOZGÓ                                                                              | 2850–3025 kHz 1. (R) LÉGI MOZGÓ                                                       |